# 斯泰尔斯庄园奇案
《斯泰尔斯庄园奇案》（英語：The Mysterious Affair at Styles）是阿加莎·克里斯蒂写于1916年的一本侦探小说。1920年10月在美国由約翰·藍恩第一次出版，售价两美金。在英国，于1921年2月1日由约翰雷恩的英国公司第一次出版。
这是克里斯蒂的第一本小说，第一次介绍了赫丘里·波洛、贾普探长和黑斯廷斯上尉。小说以黑斯廷斯上尉的第一视角写成，小说中的许多元素都成为了日后侦探小说黄金时代的标志。事件发生在一个与世隔绝的庄园中，6个嫌疑人中的大多数都隐瞒了与他们自身相关的事实。书中包括了一幅庄园的地图，谋杀场景，一份遗嘱的片断以及一系列转移注意力的话语。

## 情节梗概
故事发生在第一次世界大战时期，英国艾塞克斯郡，一个名叫斯泰尔斯的庄园中（这也是波洛最后一案《幕》中的场景）。
庄园主是一位富有的寡妇—艾米丽·英格拉霍普。她最近刚和比她年轻很多的阿尔弗雷德·英格拉霍普结婚。艾米丽的两个继子，约翰和劳伦斯，约翰的妻子玛丽，以及其他一些人也住在斯泰尔斯庄园。
一天深夜，斯泰尔斯的居民发现庄园主艾米丽被马钱子碱毒杀。波洛此时住在斯泰尔斯附近，一个名叫圣玛丽的村子里，他找来黑斯廷斯和他一起破案。波洛拼凑起一系列围绕谋杀发生的事件。在艾米丽被杀害的当天，有人听到她与某人争吵，很像是她的丈夫阿尔弗雷德或继子约翰。之后她看上去很烦恼，写了一份新遗嘱，但这份遗嘱却消失了。晚餐时艾米丽吃得很少，早早的就带着她的文件包回房休息了。文件包后来发现被打开过并且缺少了一份文件。阿尔弗雷德早些时候离开了斯泰尔斯并在附近的村庄过夜，所以当谋杀发生时他不在现场。没人能解释马钱子碱是什么时候被如何投给英格拉霍普夫人的。

## 人物
- 黑斯廷斯上尉，旁白者，因为受伤从西线退下
- 赫丘里·波洛，著名的比利时侦探，黑斯廷斯的老朋友
- 賈普，倫敦警察廳的警官
- 艾米丽·英格拉霍普，斯泰尔斯的女主人，一位富有的年长妇人
- 阿尔弗雷德·英格拉霍普，她的年轻的新婚丈夫
- 约翰·卡文迪许，她最年长的继子
- 玛丽·卡文迪许，约翰的妻子
- 劳伦斯·卡文迪许，约翰的弟弟
- 伊夫林·霍华德，英格拉霍普夫人的伴妇
- 辛西娅·默多克，一位友人的孤女，很美丽
- 鲍尔斯坦博士，一位可疑的毒物学家
- 多卡丝，庄园的一位女仆

## 創作及出版歷程
阿嘉莎·克莉絲蒂曾於其自傳中表示：創作《史岱爾莊謀殺案》的緣起是來自於與姊姊梅姬的打賭。克莉絲蒂在1916年寫了這本書，將故事背景設定於1917年。白羅的原型是一戰時來託基避難的比利時難民:3-4。
《史岱爾莊謀殺案》在四年之內陸續被多家出版商退稿。直到1920年1月，出版商約翰·藍恩與克莉絲蒂簽約；同年，在《時代週刊》上連載，並於年底在美國出版。次年1月21日於英國出版。